# Stanisław Zaremba
Stanisław Zaremba   (Romanivka, 3 d'octubre de 1863 - Cracòvia, 23 de novembre de 1942) va ser un matemàtic polonès.

## Vida i obra
Zaremba va fer els seus estudis secundaris a Sant Petersburg abans de matricular-se a la universitat tècnica d'aquesta ciutat en la qual es va graduar com enginyer el 1886. El 1887 se'n va anar a París per fer el doctorat, que va obtenir a la Sorbona el 1889 sota la supervisió de Darboux i Picard.
Els onze anys següents, va ser professor de secundària a França, on es va casar amb una francesa, Henriette Cauvin, i va publicar articles de recerca diverses revistes matemàtiques franceses, col·laborant amb Paul Painlevé i Édouard Goursat. El 1900, va ser nomenat professor de la universitat Jagellònica de Cracòvia, retornant així al seu país natal. Va romandre en aquesta institució fins a la seva jubilació el 1935.
El 1919, en constituir-se la Societat Polonesa de Matemàtiques, en va ser escollit el seu primer president. També va ser l'editor de la seva revista, Annales.
Zaremba va ser un matemàtic versàtil i multifacètic. Va treballar, sobre tot, en anàlisi matemàtica i, més concretament, en equacions diferencials parcials de segon grau, tema sobre el que va publicar més de cinquanta articles, però també es va interessar pels problemes filosòfics i metodològics de les matemàtiques. Segons ell, les matemàtiques tenen un paper auxiliar de la física, en el sentit de que la seva funció és resoldre els problemes plantejats per la física.